# Non mi farò coinvolgere
Non mi farò coinvolgere ( どうしても触れたくない?,  Dōshitemo furetakunai, lett. "Non voglio toccarlo, qualunque cosa accada") è un manga yaoi scritto e disegnato da Kou Yoneda. Pubblicato originariamente da Taiyoh Tosho sulla rivista Craft, è stato introdotto in Italia da Flashbook Edizioni nel novembre 2014 
Nel 2014 l'opera ha avuto un adattamento live action. 

## Trama
Shima viene assunto in una nuova società. Il suo primo incontro col suo superiore è disastroso: questi gli si presenta infatti dopo una notte di baldoria, ancora in preda ai fumi dell'alcol. Inizialmente insofferente ai modi grossolani, amichevoli e a volte invadenti di Togawa, Shima cerca in tutti i modi di evitarlo, mentre il passato del ragazzo e il suo carattere introverso lo rendono di fatto un estraneo a tutti i colleghi.
Eppure lentamente il giovane finisce per innamorarsi del proprio superiore e quando questi lo invita a cena non si sottrae ai suoi baci, frutto della passione che scoppia tra loro. I due finiscono a letto e, sebbene Togawa si sia sempre fino ad allora considerato eterosessuale, continuano a vedersi come due sexfriends. Shima, nonostante desideri avere una relazione stabile con l'uomo che ama, è consapevole del suo passato di abbandono e lutti e  che lui stesso non gli nasconde di volere ardentemente la famiglia che non ha mai avuto, d'altra parte lo stesso Shima non riesce a superare l'attaccamento all'uomo che l'ha abbandonato e sottoposto all'ostracismo dei colleghi nell'azienda per cui prima lavorava.
Anche quando i gesti e le attenzioni svelano quanto Togawa ami il suo compagno, Shima non riesce mai completamente a fidarsi di lui, ripetendo spesso a se stesso che mai un eterosessuale potrebbe amarlo senza poi abbandonarlo. Quando poi a Togawa viene comunicato che è stato richiesto alla divisione di Kyoto, ottenendo una promozione, questi decide di partire, sacrificando la precaria e tormentata relazione con Shima agli impegni di lavoro.
Il giovane è tuttavia il primo a lasciare l'amante e anche quando viene informato del suo trasferimento, preferisce autocompiacersi della propria condizione, vittima del dolore. Persino le premure di Onoda, amico di Togawa e nuovo superiore di Shima, vengono ben poco considerate dal ragazzo.
Quando Togawa riceve la prima ed inaspettata chiamata di Shima da quando risiede a Kyoto, viene sommerso dalle scuse di quello; poi,  grazie ad una intuizione, raggiunge il giovane infreddolito che si trova sotto casa sua.
Ormai riuniti e riappacificati, i due tornano assieme, decisi a vedersi ad amarsi nonostante le distanze.

## Personaggi
Toshiaki Shima (嶋 俊亜紀?, Shima Toshiaki)
Doppiato da: Kenji Nojima (CD drama)
È un giovane riservato e introverso che non mostra quasi mai alcun tipo di emozione. Si è chiuso in se stesso e ha smesso di credere nell'amore a causa di una brutta esperienza vissuta durante il suo precedente lavoro. Nonostante questo comincia a innamorarsi del suo collega, Togawa, che in realtà non sarebbe il suo tipo ideale. Non gli piace l'odore del tabacco e dell'alcool, specialmente della birra.
Yōsuke Togawa (外川 陽介?, Togawa Yōsuke)
Doppiato da: Hideo Ishikawa (CD drama)
È l'amante di Shima e l'ex capo di Onada. A prima vista sembra spensierato e sgarbato, oltre ad essere un forte fumatore e bevitore. Tuttavia, è in realtà gentile e premuroso. Ha perso tutta la sua famiglia, ma è riuscito a superare il suo passato e a vivere la propria vita con positività.
Ryō Onoda (小野 田良?, Onoda Ryō)
Doppiato da: Toshiyuki Morikawa (CD drama)
È il responsabile della sezione sistemi, un uomo gentile e allegro. Sa che Shima è gay e di nascosto si era innamorato di lui.
Kanesaki (金崎?)
Doppiato da: Takashi Irie (CD drama)
È il direttore di Ext e il capo di Togawa. È un grande fumatore e ha cercato di organizzare un matrimonio combinato tra Togawa e sua figlia.
Takada (高田?)
Doppiato da: Shōichi Matsuda (CD drama)
È un lavoratore nel reparto sistemi, un subordinato di Togawa e un collega di Shima.
Harumi Deguchi (出口 晴海?, Deguchi Harumi)
Doppiato da: Hirofumi Nojima (CD drama)
È un collaboratore nella precedente compagnia di Shima, nonché un vecchio amico di Onoda. È lui a dire a Onoda cosa è successo a Shima e il motivo che lo ha portato a lasciare la compagnia.